# جمهور الشمراني
جمهور شاكر الشمراني (مواليد 29 أكتوبر 1985) هو لاعب كرة قدم سعودي يلعب حارس مرمى.

## مسيرة اللاعب
لعب سابقاً في أندية الشباب في الفئات السنية و الفيصلي و جدة والرائد و أحد وحطين و الجبلين والعين و الوشم و رضوى و عفيف.

## روابط خارجية
- جمهور الشمراني على موقع قاعدة بيانات كرة القدم.إي يو (الإنجليزية)
- جمهور الشمراني على موقع Soccerway.com (الإنجليزية)
- جمهور الشمراني على موقع كووورة